# Umaro Sissoco Embaló
Umaro Mokhtar Sissoco Embaló (født 23. september 1972 i Bissau) er en guinea-bissausk politiker, der siden februar 2020 har været Guinea-Bissaus præsident. Han er politolog og militærofficer og var tidligere premierminister fra november 2016 til januar 2018.
Embaló har en bachelorgrad i internationale relationer fra Universidade Técnica de Lisboa (Lissabons Tekniske Universitet), og en kandidatgrad i statskundskab og en ph.d i internationale relationer fra Universidad Complutense de Madrid. Han taler flydende portugisisk og spansk, og kan også tale engelsk, fransk, arabisk og swahili. Han har gjort tjeneste i militæret og nåede en rang af rang af brigadegeneral.

## Premierminister 2016-2018
Embaló udnævnt til premierminister af præsident José Mário Vaz 18. november 2016 og dannede sin regering 13. december 2016.
Regeringen blev boykottet af Guinea-Bissaus største parti, Det Afrikanske Parti for Guineas og Kap Verdes Uafhængighed (PAIGC).  PAIGC havde en ud 37 af ministre i Embalós regering, mens det næststørste parti i parlamentet, Partido da Renovaçao Social (partiet for social fornyelse), havde 12 ministre, og 3 mindre partier havde resten af ministerposterne.
Efter en længerevarende politisk krise indgav Embaló sin afskedsbegæring til præsident Vaz 12. januar 2018, og Vaz afskedigede regeringen 16. januar. Embaló havde også tidligere uden resultat søgt om afsked 6. december 2017.

## Præsidentvalget 2019
Embaló stillede op til præsidentvalget i 2019 som kandidat for Madem G15. Han fik med 27 % af stemmerne næstflest stemmer i første valgrunde. Ifølge de resultater, som den nationale valgkommission offentliggjorde, vandt han anden valgrunde mod en anden tidligere premierminister, Domingos Simões Pereira fra PAIGC, med 54 % mod 46 %. Men resultatet blev bestridt af Pereira. Selvom hverken Guinea-Bissaus højesteret eller parlamentet havde godkendt en officiel edsaflæggelse, arrangerede Sissoco Embaló en alternativ edsaflæggelse som præsident på et hotel i Bissau. Flere politikere i Guinea-Bissau, herunder premierminister Aristides Gomes, beskyldte Sissoco Embaló for at arrangere et statskup, selvom den afgående præsident Mário Vaz trådte tilbage for at give Embaló mulighed for at overtage magten.

## Præsidentskab
1. februar 2022 blev Embaló forsøgt afsat ved et mislykket kupforsøg. Han opløste Guinea-Bissaus parlament i maj 2022 med henvisning til "vedvarende og uløselige uoverensstemmelser" med parlamentet.